# 316 (Lost)
"316" es el sexto episodio de la quinta temporada de la serie de televisión Lost, de la cadena ABC. Fue escrito por los productores ejecutivos Damon Lindelof y Carlton Cuse, y dirigido por Stephen Williams. Fue emitido el 18 de febrero de 2009 en Estados Unidos y Canadá.
Eloise Hawking muestra a los seis de Oceanic la forma de volver a la isla, pero no todos quieren regresar.

## Trama
En la primera escena Jack, Kate y Hugo llegan de nuevo a la isla, tres años después de haberla abandonado (en el episodio "There's No Place Like Home").
Cuarenta y seis horas antes, en una iglesia, Eloise Hawking conduce a Jack, Desmond, Sun y a Ben a una estación subterránea de la Iniciativa Dharma llamada El Faro (El Poste de Luz), que Dharma usó  para encontrar la isla y que permite predecir donde estará la isla la próxima vez que se mueva en el tiempo. Cuando Eloise dice que el grupo solamente tiene 36 horas para abordar el vuelo 316 de Ajira Airways para regresar a la isla; Desmond rehúsa seguir y se marcha, aunque la señora Hawking le advierte que aún no termina su historia con la isla. Entonces, Eloise le dice privadamente a Jack que debe encontrar para llevar en el vuelo algo que pertenece a su padre Christian y además le entrega la nota de suicidio de Locke.
Al día siguiente, Jack recibe una llamada telefónica informándole que su abuelo Ray ha intentado escapar del geriátrico. Jack va al geriátrico, encuentra un par de zapatos viejos de Christian, le pide a su abuelo que se los dé y se los lleva. Luego, Jack regresa a su apartamento y encuentra en su cama a Kate durmiendo, la despierta y le pregunta dónde está Aaron, pero ella se niega a contestar y le dice que como va a regresar a la isla con él y con el grupo, que no le vuelva a hacer esa pregunta, luego se besan. A la mañana siguiente Jack recibe otra llamada telefónica de Ben, que ha sido claramente agredido y le da las indicaciones para que vaya a la carnicería a recoger el cadáver de Locke. Jack lo recoge, le coloca los zapatos de Christian y le guarda la nota de suicidio en un bolsillo.
En el aeropuerto, Jack, Kate, Sun y Hugo abordan el vuelo 316. Hugo por encargo de alguien que no era Ben le dijo que comprara todas las sillas del vuelo para evitar riesgos a otros pasajeros. Sayid también aborda el avión custodiado por la policía Ilana (interpretada por Zuleikha Robinson). Ben es el último en subir, lo cual inquieta a Hugo. También está a bordo Caesar (interpretado por Saïd Taghmaoui). Durante el vuelo, Jack se da cuenta de que Frank Lapidus es el piloto y cuando sale a conversar con él, Frank cae en cuenta que van regreso a la isla. Jack recibe de una azafata una nota de Locke "Ojalá me hubieras creído". El avión es sacudido por una turbulencia y se ve un gran destello como los provocados por los saltos en el tiempo.
En la escena final, Jack, Kate y Hugo son encontrados por Jin, quien conduce un vehículo de Dharma y viste el uniforme de Dharma.